# Clã Imagawa
O Clã Imagawa (今川氏, Imagawa-shi) foi um Clã do Japão que reclamava descendência do Imperador Seiwa (850-880). Era um ramo do clã Minamoto pelo clã Ashikaga.

## Origens
Ashikaga Kuniuji, neto de Ashikaga Yoshiuji, se instalou no século XIII em Imagawa (Província de Mikawa) e tomou seu nome.
Imagawa Norikuni (1295-1384) recebeu de seu primo, o xogun Ashikaga Takauji, a Província de Tōtōmi, e mais tarde Suruga.

## Era Sengoku
Após a morte de Yoshimoto na Batalha de Okehazama em 1560, diversos oficiais Imagawa passaram para outros clãs. Em uma década, o clã perdeu todas as suas terras para os Tokugawa e os Takeda. Os Imagawa subsequentemente se tornaram mestres de cerimônias a serviço do clã Tokugawa.

## Era Edo e além
Imagawa Norinobu, um Imagawa do final do Período Edo, foi um wakadoshiyori na administração Tokugawa.

## Genealogia
Suruga